# Victor (Colorado)
Victor és una població dels Estats Units a l'estat de Colorado. Segons el cens del 2000 tenia 445 habitants.

## Demografia
Segons el cens del 2000, Victor tenia 445 habitants, 203 habitatges, i 111 famílies. La densitat de població era de 636,4 habitants per km².
Dels 203 habitatges en un 25,6% hi vivien nens de menys de 18 anys, en un 41,4% hi vivien parelles casades, en un 8,9% dones solteres, i en un 45,3% no eren unitats familiars. En el 33% dels habitatges hi vivien persones soles el 7,4% de les quals corresponia a persones de 65 anys o més que vivien soles. El nombre mitjà de persones vivint en cada habitatge era de 2,19 i el nombre mitjà de persones que vivien en cada família era de 2,84.
Per edats la població es repartia de la següent manera: un 24,3% tenia menys de 18 anys, un 7,4% entre 18 i 24, un 32,1% entre 25 i 44, un 28,5% de 45 a 60 i un 7,6% 65 anys o més.
L'edat mediana era de 38 anys. Per cada 100 dones de 18 o més anys hi havia 101,8 homes.
La renda mediana per habitatge era de 31.250 $ i la renda mediana per família de 34.375 $. Els homes tenien una renda mediana de 38.750 $ mentre que les dones 17.019 $. La renda per capita de la població era de 17.242 $. Entorn del 14% de les famílies i el 18,4% de la població estaven per davall del llindar de pobresa.

## Poblacions més properes
El següent diagrama mostra les poblacions més properes.